# A buddhizmus és a keleti vallások

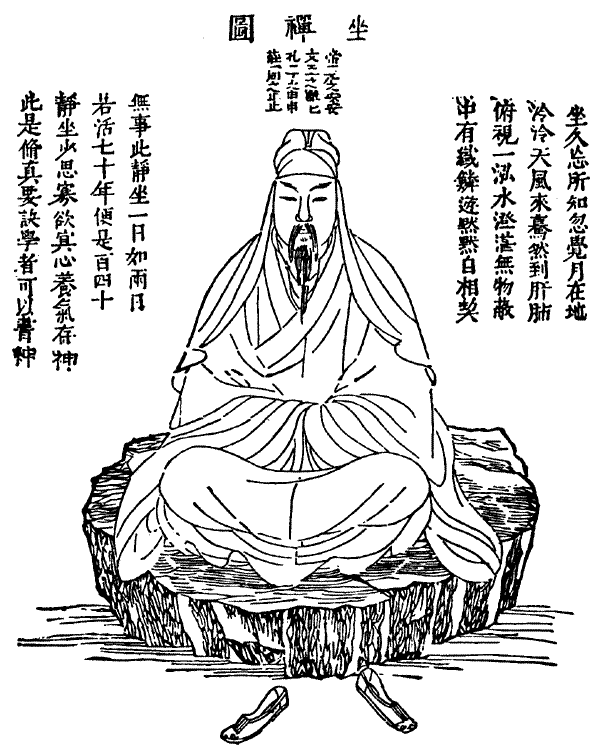
"A fény összegyűjtése" a taoista Az aranyvirág titka című könyvből.

A buddhizmus és a keleti vallások a történelem során többször kölcsönhatásba léptek egymással azután, hogy a buddhizmus Indiát elhagyva az egész kontinensen terjedésnek indult a 2. század környékén.

## Konfucianizmus
A konfucianizmus komoly ellenfélnek bizonyult a buddhizmus számára, főleg mivel az nihilisztikusnak tartotta a buddhizmus világszemléletét, amely negatív hatással lehetett volna a kínai társadalomra. A neokonfucianisták emiatt támadták a buddhista kozmológiát és a buddhizmus végül helyi sajátosságokat öltött magára Kínában. Később, amikor a kínai műveltség is elfogadta az "idegen vallást", a buddhizmus tovább fejlődhetett és egyedülálló iskolák fejlődtek ki a térségben. A konfucianizmus és a buddhizmus kapcsolata már csak szimbolikus volt. A neokonfucianizmus viszont jobban hasonlít a buddhizmusra, mivel abban több a vallásos elem, mint az eredeti konfucianizmusban.

## Sintó
Mielőtt Sotoku megtette volna a buddhizmus Japán nemzeti vallásának, sokan ellenezték a buddhizmus japán társadalomba történő integrálását. Az erőltetett integrálás eredményeként a buddhizmus és a helyi sintó szinkretizmusa alakult ki, és egyedi buddhista iskolák jöttek létre a szigetországban.
A japán sintó a buddhizmussal való hosszú együttélés során beleolvadt az idegen vallásba. A sintó vallásban az istenek hasonló helyet kaptak, mint a hindu istenek a buddhizmusban. Annál is inkább, mivel Vairócsana Buddha szimbóluma a nap volt, sokan Amateraszu, napistennő korábbi bódhiszattva reinkarnációjaként azonosították. A kései Tokugava sógunátus időszakában újra felélénkült a sintó, akik közül néhány tudós azt állította, hogy a buddhák korábbi sintó istenek reinkarnációi, megfordítva ezzel a két vallás viszonyát. Meidzsi-restauráció idején a két vallást hivatalosan is szétválasztották. A háborúk utáni modern Japánban a legtöbb család mindkét valláshoz sorolja magát a hivatalos szétválasztás ellenére is. Idővel a japánok hozzászoktak, hogy a spirituális életük részévé tegyék mind a kami, mind a buddhista ideákat.

## Taoizmus
A taoizmus és a buddhizmus kapcsolata igen összetett, mivel sokféleképpen voltak egymásra hatással és gyakran kellett versengeniük egymással. A taoizmus kezdetben korai mitológiák, népi vallások és filozófiák keveréke volt. A buddhizmus megjelenése után a taoizmus megújulásra és átstrukturálódásra kényszerült. Közben rendbe kellett tennie a buddhizmushoz hasonló létezéssel kapcsolatos kérdéseket. A korai buddhizmusról úgy tartották, hogy az valamelyest a taoizmus távoli rokona és a buddhista szövegek kínai fordításait gyakran oldották meg taoista kifejezésekkel. A kínai csan buddhizmus kiváltképpen sok közös hitet hordoz a tao filozófiával.